# Mimosa piptoptera
Mimosa piptoptera är en ärtväxtart som beskrevs av Rupert Charles Barneby. Mimosa piptoptera ingår i släktet mimosor, och familjen ärtväxter. Inga underarter finns listade i Catalogue of Life.